# Pacifica (hop)
Pacifica is een hopvariëteit, gebruikt voor het brouwen van bier.
Deze hopvariëteit is een “aromahop”, bij het bierbrouwen voornamelijk gebruikt vanwege zijn aromatische eigenschappen. Oorspronkelijk uit Nieuw-Zeeland, door het HortResearch, New Zealand Hop Breeding programme ontwikkeld en eerst gelanceerd in 1994 onder de naam Pacific Hallertau

## Kenmerken
- Alfazuur: 4 – 8%
- Bètazuur: 6%
- Eigenschappen: bloemig en citrusaroma